# Тетерки (Браславский район)
Тетерки (бел. Цяцеркі) — деревня в Браславском районе Витебской области Беларуси. Административный центр Тетерковского сельсовета.

## География
Деревня находится в западной части Витебской области, при автодороге Н-2103, на расстоянии приблизительно 13 километров (по прямой) к юго-востоку от города Браслав, административного центра района. Абсолютная высота — 154 метра над уровнем моря. Площадь населённого пункта — 1,1005 км².

## История
По состоянию на 1905 год, в деревне проживало 342 человека (194 мужчины и 148 женщин). В административном отношении входила в состав Иодской волости Дисненского уезда Виленской губернии.
В 1921 году входила в состав гмины Йоды Дисенского повета Виленского воеводства Второй Польской республики. Числилось 329 жителя (158 мужчин и 171 женщина), проживавших в 59 домах. В этническом составе населения того периода поляки составляли 83,6 %, белорусы — 16,4 %. В конфессиональном составе населения преобладали католики (83,6 %), также были представлены православные христиане (10 %) и старообрядцы (6.4 %).

## Население
По данным переписи 2019 года, в деревне проживал 101 человек.
| Год  | Население, человек |
| ---- | ------------------ |
| 1905 | 342                |
| 1921 | ↘ 329              |
| 2009 | ↘ 193              |
| 2019 | ↘ 101              |

## Достопримечательности
- Памятник жителям села, погибшим во время Великой Отечественной войны